# Литовский проект

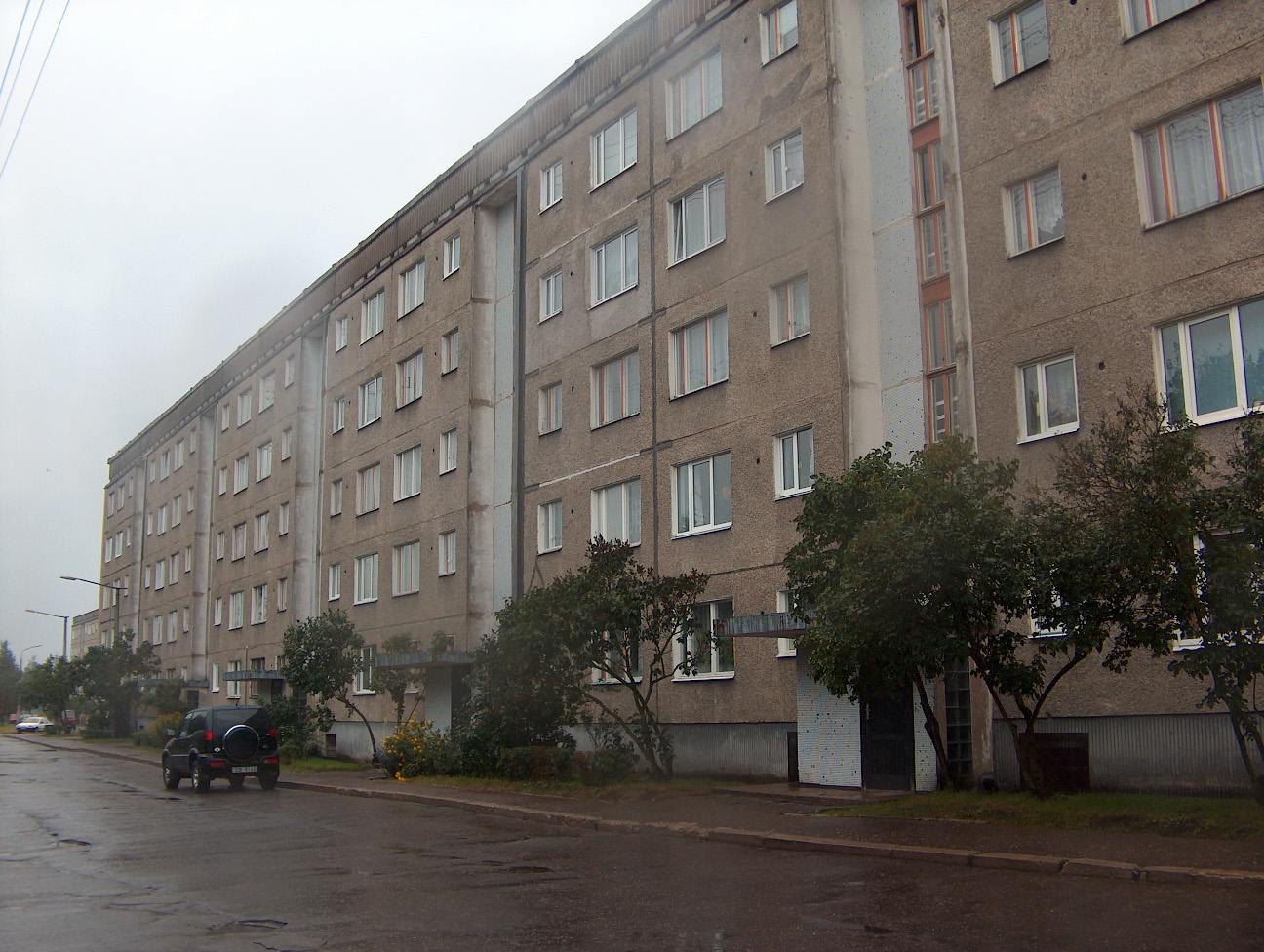
Литовские проектные постройки, Рига, Латвия

Литовский проект (сокр. Литовка) — типовой проект зданий, разработанные в Литовской ССР, распространены в основном в странах Балтии и Калининградской области.

## История происхождения названия
В 1962 году группой архитекторов под руководством Б. Круминиса подготовила проект новой серии Ⅰ-464ЛИ на основе серии Ⅰ-464А-LT для застройки перспективного района Лаздинай. Удачная планировка, наличие стыковочных секций, в том числе под углом 90°, разработанная для неё комплексная меблировка комнат обеспечили серии значительную популярность. Дома этой серии стали строиться за пределами Литвы, а дома этих и других литовских серий стали называть литовским проектом. В самой Литве, по причинам массовости застройки именно своими сериями, проекты литовскими не называют.

## Разновидности
Выделяют две разновидности серий:

### Старый литовский проект
Старый литовский проект - дома, которые строились на территории Литвы до появления серии Ⅰ-464ЛИ. Имеет несколько серий
- Ⅰ-284 — разработанная в 1953 году  группой архитекторов под руководством В. Аникина, серия этих домов была типичной для домов типовой сталинской архитектуры тех времён. Богатый архитектурный фасад 2-4-этажных кирпичных домов, высокие потолки сочетались с отсутствием ванн в некоторых типах домов. Перекрытия в основном деревянные. Планировка квартир рассчитывалась как на посемейное расселение, так и на коммунальное.[1]
- Ⅰ-431 — более новая серия, потерявшая украшения фасада, но приобретшая значительную интеграцию железобетонных изделий конструкций, так как её появление происходило в период массового освоения их производства на территории Литвы.[2]
- Ⅰ-318 — разработанная в 1957 году, серия 3-5-этажных кирпичных домов воплотила в себе переход на типовую хрущёвскую архитектуру. Кирпичные дома ранних типов (примерно до Ⅰ-318-33) этой серии внешне похожи на общесоюзную серию домов Ⅰ-447, также имеют 1- 2- и 3-комнатные квартиры, но имеют планировочные различия, такие, как, например "полуторакомнатная квартира" ("полуторка"), в которой большая (15 м²) и малая (9 м²) комнаты находились по разные стороны от кухни, чем исключалась их "проходной" фактор и лучшее использование небольшой площади. Санузлы в ранних сериях были совмещёнными и лишены свойственного серии Ⅰ-447 умывальника.[3]
- Ⅰ-464А-LT — с введением в строй домостроительных комбинатов, литовские архитекторы адаптировали общесоюзную крупнопанельную серию пятиэтажных домов Ⅰ-464А для Литвы. Дома имели похожую планировку, но имели некоторые фасадные различия, такие, как, например, широкое остекление подъездов и очень часто применявшиеся боковые щиты балконов для дополнительной защиты от ветра и дождя. Нумерация типов домов своя и не совпадает с нумерацией внутри общесоюзной серии Ⅰ-464А.

Существуют пяти- и девятиэтажные дома, они построены из железобетонных панелей и оснащены перегородками из гипсобетона. Мусоропровод и лифт только в многоэтажках, на этаже расположено по 3-4 сравнительно больших квартиры (при этом кухня, санузел и коридор в сумме занимают примерно 14 м²), имеется лоджия, кухня во всех квартирах одинаковая — 6,5 м².
У домов ранней постройки есть балконы, более поздней — лоджии. Дома литовского проекта можно найти почти во всех микрорайонах Риги, где имеется серийная застройка советского периода, за исключением Золитуде.

### Новый литовский проект
- Ⅰ-464-ЛИ — разработанная серия на основе Ⅰ-464А-LT, крупнопанельные 5- и 9-этажные дома приобрели совершенно другой фасад, непохожий на типичные для хрущёвской архитектуры: фасад приобрёл разноуровневость, в нём появились балконы длиной больше ширины комнаты и большое количество лоджий, расположенных массивом. Отличительная особенность внешнего вида домов этой серии — широкие окна с «квадратным» окном, которое открывалось путём поворота вокруг вертикальной оси. Также отличительная особенность девятиэтажных домов — большая фасадная сетка из декоративных железобетонных элементов, закрывавшая большую подъездную лоджию, за которой спрятана широкая подъездная лоджия, который чаще всего используется как колясочная или сушка белья. В Ⅰ-464ЛИ отказались от «мелкого» шага панелей 2,8 метра, что расширило санузлы и кухни в сравнении с Ⅰ-464А-LT.
- 120 — дальнейшее развитие серии Ⅰ-464ЛИ. Фасад домов стал ещё более разнообразным, многоцветным, шаг панелей стал 3,0 и 3,6 метров, планировка многокомнатных квартир стала уходить от отдельных комнат и блока «санузлы-прихожая-кухня», а стала формироваться вокруг общей гостинной.
- Ⅰ-318 — по мере развития следующие типы этой серии также приобрели разноуровневый фасад, разнообразные лоджии, квартиры стали также просторными. Планировки со временем в новых типах домов также менялись, становились удобнее и по удобству были аналогичными типовым панельным зданиям.
- 117 — серия кирпичных 2- 5- и 9-этажных домов, в которой разноуровневость фасада использовалась максимально полно для создания наиболее комфортных квартир, в которых даже в промежуточных секциях домов окна в квартирах выходили минимум на две стороны фасада, чем достигалась максимальная инсоляция.
- 212 — дальнейшее развитие серии Ⅰ-318 с усложнением фасада и планировок квартир.

## Планировка

### Однокомнатные квартиры
Площадь однокомнатных квартир в домах ранней постройки 31 м², из которых комната занимает 18 м². В домах поздней постройки общая площадь составляет 27 м², из которых комната занимает 14 м². Маленькая кухня — 6 м², ванная и туалет совмещены.

### Двухкомнатные квартиры
В домах поздней постройки чаще всего встречаются двухкомнатные квартиры, общая площадь которых 48 м², площадь комнат — 15 м² и 17 м². Комнаты изолированы, окна выходят в разные стороны. Комнаты имеют общую стену. Небольшая (6 м²) кухня. Ванная и туалет разделены. Одна комната имеет лоджию.

### Полуторакомнатные
В домах ранней постройки встречаются «полуторки» с проходной большой комнатой. Общая площадь квартиры 36 м², площадь комнат — 17 м² и 7 м². Маленькая кухня, маленькая прихожая, ванная комната совмещена с туалетом. Может иметь балкон.
В домах поздней постройки встречаются «полуторки» с изолированными комнатами. Общая площадь 38 м², площадь комнат — 11 м² и 9 м². Маленькая кухня, ванная и туалет разделены. Имеется прихожая.

### Трёхкомнатные квартиры
У трёхкомнатных квартир литовского проекта могут быть несколько планировок. Все квартиры имеют маленькие кухни и узкий проход из коридора на кухню. Ванная комната отделена от туалета.